# 荻垛镇
荻垛镇，是中华人民共和国江苏省泰州市兴化市下辖的一个乡镇级行政单位。

## 行政区划
荻垛镇下辖以下地区：
荻垛社区、塾墩村、蒋家村、富家村、周石村、荻垛村、北王村、四联村、董唐村、周吾村、野陈村、从刘村、南北石村、廷良村、西毛村、新丰村、郏周村、郝家村、南王村、大袁村、征王村和七子村。